# Gran Premio de San Sebastián

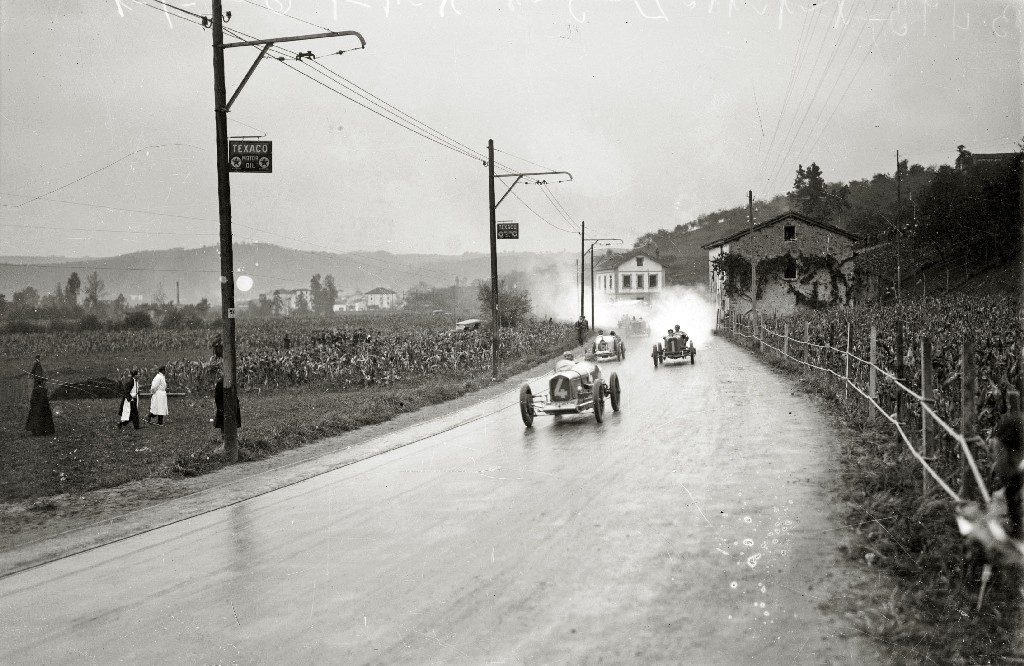
Gran Premio de 1924.

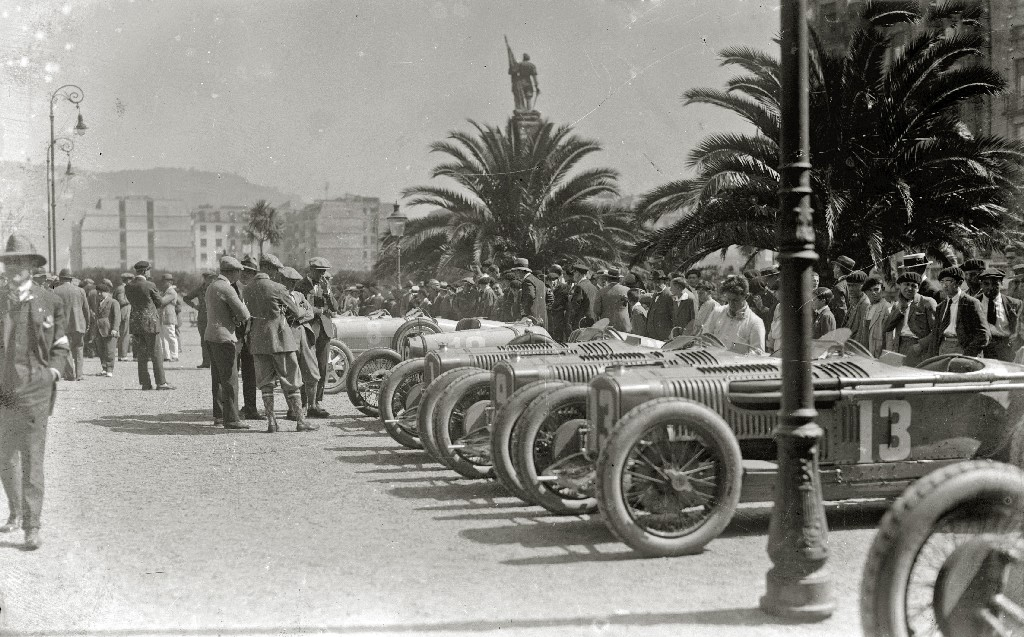
Gran Premio de 1925.

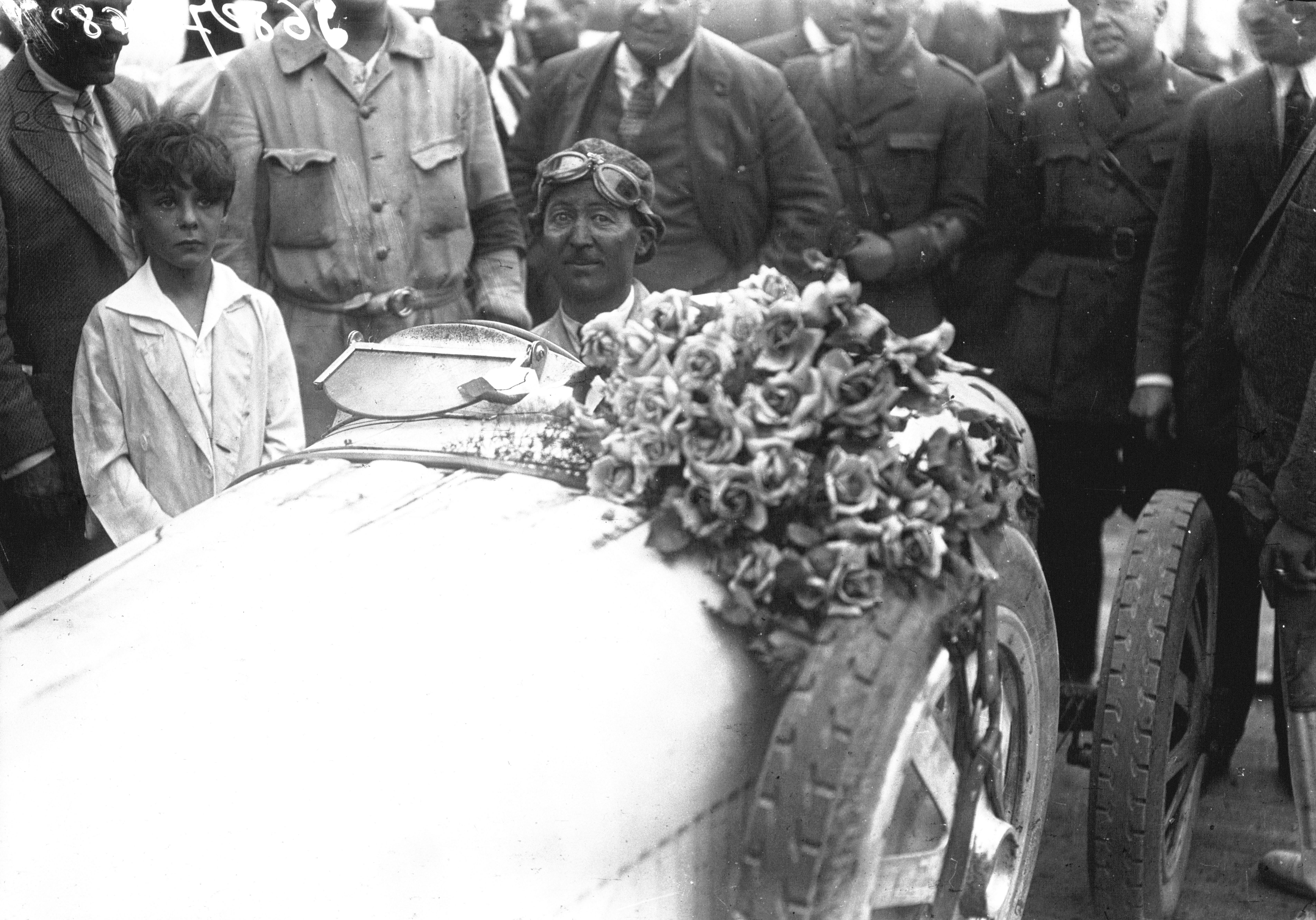
Gran Premio de 1926.

El Gran Premio de San Sebastián fue una carrera de automovilismo celebrada en el Circuito de Lasarte, en Lasarte-Oria, España, entre los años 1923 y 1930. Las ediciones de 1925 y 1926 llevaron la denominación de Grande Épreuve, perteneciente a las carreras más importantes de la época, y, además, la de 1926 tuvo el título honorífico de «Gran Premio de Europa» y fue puntuable para el Campeonato Mundial de Fabricantes.

## Ganadores
| Año  | Piloto                  | Constructor    | Circuito | Resultados |
| ---- | ----------------------- | -------------- | -------- | ---------- |
| 1923 | Albert Guyot            | Rolland-Pilain | Lasarte  | Resultados |
| 1924 | Henry Segrave           | Sunbeam        | Lasarte  | Resultados |
| 1925 | Albert Divo André Morel | Delage         | Lasarte  | Resultados |
| 1926 | Jules Goux              | Bugatti        | Lasarte  | Resultados |
| 1927 | Emilio Materassi        | Bugatti        | Lasarte  | Resultados |
| 1928 | Louis Chiron            | Bugatti        | Lasarte  | Resultados |
| 1929 | Louis Chiron            | Bugatti        | Lasarte  | Resultados |
| 1930 | Achille Varzi           | Maserati       | Lasarte  | Resultados |